# Parodia rechensis
Parodia rechensis là một loài thực vật có hoa trong họ Cactaceae. Loài này được (Buining) F.H.Brandt mô tả khoa học đầu tiên năm 1982.